# 布魯斯鎮區 (北卡羅萊納州吉爾福德縣)
布魯斯鎮區（英語：Bruce Township）是位於美國北卡羅萊納州吉爾福德縣的一個鎮區。

## 地方資料
布魯斯鎮區的面積為88.05平方千米，皆為陸地。根據2020年美國人口普查的數據，當地共有人口10934人，而人口密度為每平方千米124.18人。